# Orquesta del Sol
Das Orquesta del Sol ist eine japanische Salsaband.

## Werdegang
Das Orquesta del Sol wurde als erste japanische Salsagruppe 1978 von Masahito „Pecker“ Hashida gegründet. 1979 stieß Ken Morimura zu der Band als musikalischer Direktor und produzierte mehrere Songs, teilweise auch in japanischer Sprache. Ihr erstes Album war 1981 Rainbow Love. Das Orquesta del Sol trat lange Zeit in Tokyoter Clubs wie „Pit Inn“ and „Crocodile“ auf und prägte die lateinamerikanische Musik in Japan. Sie waren Pioniere für Bands wie Orquesta de la Luz und Chica Boom. Nach ihrem Debüt trat die Gruppe mit internationalen Stars wie José Alberto y su Orquesta, El Gran Combo de Puerto Rico, Andy Montañez, Adalberto Santiago, Yumuri y sus Hermanos, Pello el Afrokan, NG la Banda, Mongo Santamaría, Armando Peraza, Orestes Vilato und andere auf. Für ihr drittes Album „Del Sol“ wurden sie vom kubanischen Congaspieler Tata Guines begleitet. 1995 trat die Band anlässlich des 35th Anniversary Event for Sister City Relationship between New York City and Tokyo im Tribeca Performing Arts Center in New York City auf und erhielt Applaus mit standing ovations. 1998 war der Song „The Fight!!“ der offizielle Titel der japanischen Nationalmannschaft der FIFA Fußballweltmeisterschaft in Frankreich.

## Diskografie
- Rainbow Love (1981)
- Harajuku Live (1982)
- Del Sol (1993)
- Compañeros (1994)
- Rumba (1995)
- Bravo!! (1998)
- ¡Pa' Lante! (1999)
- Carcajada (2002)

## Besetzung
Das Orquesta del Sol ist eine zwölfköpfige Band und besteht aus:
- Schanita: Leadsängerin
- Ayumi: Leadsängerin (seit 2000)
- Masahito „Pecker“ Hashida: Gesang und Perkussion
- Makoto „Kimchi“ Kimura: Gesang und Perkussion
- Ken Morimura: Klavier
- Kazutoshi Shibuya: Bass
- Hideki „Quintana“ Sato: Perkussion
- Akihiro „Abakua“ Tsuzuki: Perkussion
- Yoshihiko „Mizalito“ Miza: Perkussion
- Isao Sakuma: Trompete
- Yusuke Nakano: Trompete
- Shimon Mukai: Saxofon
- Masakuni Takeno: Saxofon